# Berlinale 1975
La Berlinale 1975 était la 25e édition du festival du film de Berlin, qui s'est déroulée du 27 juin 1975 au 8 juillet 1975.

## Jury
- Sylvia Syms (Présidente du jury)
- Ottokar Runze
- Henry Chapier
- Else Goelz
- Albert Johnson
- Rostislav Yurenev
- Carlo Martins
- S. Sukhdev

## Sélections

### Compétition
La sélection officielle en compétition se compose de 23 films.
- Adoption (Örökbefogadás) de Márta Mészáros[1]
- Bilan trimestriel (Bilans kwartalny) de Krzysztof Zanussi[2]
- La Brigade du Texas (Posse) de Kirk Douglas[2]
- Celui qui cherche l'or (Kdo hledá zlaté dno) de Jiří Menzel[2]
- Cent Jours après l'enfance (Sto dney posle detstva) de Sergueï Soloviov[1]
- Comedie fantastică d'Ion Popescu-Gopo[2]
- Dar Ghorbat de Sohrab Shahid Saless[2]
- Dupont Lajoie d'Yves Boisset[1]
- Eiszeit de Peter Zadek[2]
- Foutez-nous la paix (La' os være) d'Ernst Johansen et Lasse Nielsen[2]
- Gangsterfilmen de Lars G. Thelestam[2]
- Guerre et Amour (Love and Death) de Woody Allen[1]
- Jacob le menteur (Jakob der Lügner) de Frank Beyer[1]
- John Glückstadt d'Ulf Miehe[2]
- Lily aime-moi de Maurice Dugowson[2]
- Overlord de Stuart Cooper[1]
- La Première Fois sur l'herbe (La prima volta, sull'erba) de Gianluigi Calderone[2]
- Samna de Jabbar Patel[2]
- Sandakan N° 8 (Sandakan hachibanshōkan bōkyō) de Kei Kumai[1]
- Le tapis hurle (Il piatto piange) de Paolo Nuzzi[2]
- La casa grande de Francisco Rodríguez Fernández[3],[source insuffisante]
- Out of Season d'Alan Bridges[4],[source insuffisante]
- Zwaarmoedige verhalen voor bij de centrale verwarming de Nouchka van Brakel, Ernie Damen et Bas van der Lecq[5],[source insuffisante]

### Courts métrages
- See de Robin Lehman[1]
- SSS de Václav Bedřich[1]
- Strast d'Aleksandar Ilić[1]

### Forum
- Duvidha de Mani Kaul[2]
- Fous à délier (Matti da slegare) de Silvano Agosti, Marco Bellocchio, Sandro Petraglia et Stefano Rulli[1]
- Istenmezején 1972-73-ban de Judit Elek[2]
- L'Obier rouge de Vassili Choukchine[2]
- Lina Braake fait sauter la banque (Lina Braake oder Die Interessen der Bank können nicht die Interessen sein, die Lina Braake hat) de Bernhard Sinkel[2]
- Tagebuch de Rudolf Thome[2]
- Le Voyage des comédiens (O Thiasos) de Theo Angelopoulos[2]

## Palmarès
- Ours d'or : Adoption de Márta Mészáros
- Ours d'argent (Grand prix du jury) : ex aequo Overlord de Stuart Cooper et Dupont Lajoie d'Yves Boisset
- Ours d'argent du meilleur acteur : Vlastimil Brodský pour Jacob le menteur de Frank Beyer
- Ours d'argent de la meilleure actrice : Kinuyo Tanaka pour Sandakan N° 8 de Kei Kumai
- Ours d'argent du meilleur réalisateur : Sergueï Soloviov pour Sto dney posle detstva